# República Soviética de Donetsk-Krivói Rog
La República Soviética de Donetsk, posteriormente llamada República Soviética de Donetsk-Krivói Rog (en ucraniano: Донецько-Криворізька Радянська Республіка; en ruso: Донецко-Криворожская советская республика), fue una república surgida en los turbulentos años inmediatamente posteriores a la Revolución de Octubre, proclamada el 11 de febrero de 1918 y nominalmente existente hasta el 17 de febrero de 1919, cuando fue oficialmente disuelta.
No fue reconocida ni por el Comité Ejecutivo Central Panruso (VTsIK), ni por nación alguna. Proclamada en febrero de 1918, fue incorporada en marzo de 1918 a la República Socialista Soviética de Ucrania con cierto grado de autonomía.
Las tropas alemanas, en el marco de la Primera Guerra Mundial avanzaron adentrándose en la región proclamada por la república, en un intento de establecer las fronteras de la Ucrania independiente bajo patrocinio alemán, con la intención de crear una serie de estados subordinados a costa de la antigua Rusia Imperial.
Con la toma de Járkov por las tropas alemanas, se trasladó la capital a Lugansk. Tomada esta, se produce la desaparición territorial de la república.
Aun después de la retirada alemana de la guerra, el Comité Ejecutivo Central Panruso creyó inconveniente la existencia de una entidad soviética distinta a la de Ucrania, disolviendo oficialmente la misma en febrero de 1919.

## Antecedentes
Tras la revolución de febrero, el 4 de marzo de 1917 se celebraron elecciones para el concejo de la ciudad de Yuzovka (Donetsk), resultando electa una mayoría de socialrevolucionarios y mencheviques. El menchevique Konstantin Kosenko fue elegido presidente del concejo..
Del 25 de abril al 6 de mayo de 1917, tuvo lugar en Járkov el primer Congreso Regional de los Sóviets de Diputados Obreros de las regiones de Donetsk y Krivói Rog, que aprobó la unificación administrativa de las gobernaciones de Járkov y Yekaterinoslav, con Krivói Rog y Donetsk. La región se dividió en 12 distritos administrativos, cada uno de los cuales incluía de 10 a 20 concejos locales.  El socialista revolucionario Lazar Golubovsky fue elegido presidente del comité ejecutivo de esta asociación Donetsk-Krivói Rog.
El 15 (28) de junio de 1917, la Rada Central proclamó la autonomía de Ucrania dentro de Rusia y surgió una disputa entre el Gobierno Provisional y la Rada Central sobre la extensión de la jurisdicción de la Rada. El Sóviet del Congreso de Mineros del Sur de Rusia se dirigió al Gobierno Provisional con un urgente pedido para evitar la transferencia de la del región Donetsk-Krivói Rog al control de la Rada. El Gobierno Provisional envió a la Secretaría General de la Rada Central una "Instrucción Provisional", según la cual su competencia se extendía solo a 5 de las 9 provincias que reclamaba.

### Posición de la Rada Central de Ucrania
El 4 de agosto de 1917, el Gobierno Provisional Ruso de Kerensky publicó la Instrucción Provisional para la Secretaría General del Gobierno Provisional de Ucrania, transfiriendo la jurisdicción de cinco gubernias: Gobernación de Podolia, Gobernación de Volinia, Gobernación de Kiev, Gobernación de Chernígov y Gobernación de Poltava.
A pesar de los turbulentos debates en la Mala Rada (pequeña Rada o parlamento) como en La Rada Central Ucraniana (parlamento), fue aprobado el documento del Gobierno Provisional.
En la Tercera Proclama Universal de 7 de noviembre de 1917 se estableció que la Gobernación de Járkov y la Gobernación de Ekaterinoslav eran partes incondicionales del territorio ucraniano.

### Posición de los Soviets de Donetsk-Krivói Rog
Durante 1917 había cristalizado la idea de la constitución de la República Soviética de Donetsk-Krivói Rog en los bolcheviques de la zona, basándose en la diferencia de estructura económica entre "Ucrania del margen izquierdo" (Лівобережже) y el resto de Ucrania, es decir, las cuencas de Krivói Rog y del Dombás, en las que haría falta un referéndum consultivo para definir su integración en Ucrania.
En noviembre de 1917 los bolcheviques del sur y este de Ucrania acudieron al Congreso Panucraniano de los Soviets (Всеукраинский съезд Советов) para la toma de decisiones de los problemas actuales de entonces.
Así como también acudieron al congreso territorial del Partido Comunista (bolchevique) realizado en Kiev entre el 3 y 5 de diciembre de 1917 los representantes de las provincias occidentales, del frente suroccidental, de Ekaterinoslav y Elizavetgrad. En el mismo, Artióm afirmó:

Donbáss necesita presentarse como una unidad separada administrativa, política y económicamente de Ucrania. Y, puesto que aquí ya hay una organización regional de partido, no hay ninguna necesidad de la asociación a escala panucraniana...

Mientras en Kiev se llevaba a cabo el Congreso Territorial del Partido Comunista (bolchevique), en Járkov, los delegados se reunieron por separado en otro congreso del partido, diferente al de Kiev, sacando como conclusión el llamar en el futuro próximo a las organizaciones de la cuenta del Donetsk-Krivói Rog y del sudoeste, pero no para una integración sino con el fin de elaborar un plan común de agitación y lucha.
El 17 de noviembre de 1917 en el Comité Provincial del Soviet de la cuenca del Krivoy Rog-Donetsk, Artióm apoyó al menchevique Rubinstein y al eser Golubovski en el principio de autodeterminación de las regiones y los pueblos, contra la "anexión" de la Rada Central, diciendo Artióm la célebre frase:

[la creación de] la independencia del Centro de Kiev, con una región de Donetsk autogobernada, y consiguiendo todo el poder para los Soviets.

A propuesta de Artióm, el pleno tomó la decisión de desarrollar toda la agitación a todo lo ancho de la cuenca del Donetsk-Krivói Rog, unida con Járkov, y dentro de la República Rusa, como un territorio unificado y con una administración autónoma.
La idea de no pertenencia de la zona de la autodenominada República Soviética de Donetsk-Krivói Rog a la República Popular de Ucrania, se desprende de la resolución del Consejo General de los Soviets realizado en Járkov de 24 de noviembre de 1917. El 29 de noviembre, el bolchevique E. Luganovsky afirmó que la Gobernación de Járkov y la cuenca del Donbáss no pertenecen a Ucrania, y estableciendo que la relación de estas zonas con respecto a Ucrania es muy perniciosa económicamente, ya que tendría como resultado la desmembración de la cuenca del Donetsk.
Entre el 11 y 12 de diciembre de 1917 se llevó a cabo el Congreso Panucraniano de los Soviets en la ciudad de Járkov, en el que se proclamó la República Popular de Ucrania (Soviética), estableciendo la “Secretaría Popular” como el primer gobierno soviético de Ucrania. Un tercio de los electos para la Secretaría Popular eran representantes de los soviets de la cuenca del Donetsk-Krivói Rog, entre ellos Artióm.

### IV Congreso Regional de los Soviets

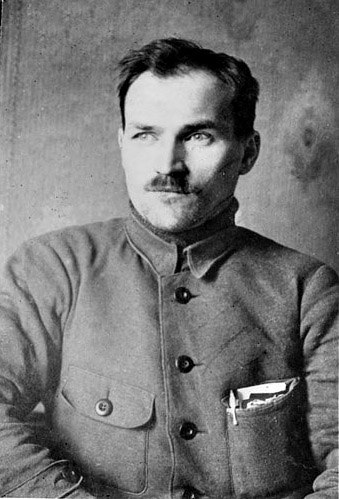
Fiodor Serguéiev, camarada Artiom, impulsor de la República de Donetsk-Krivói Rog.

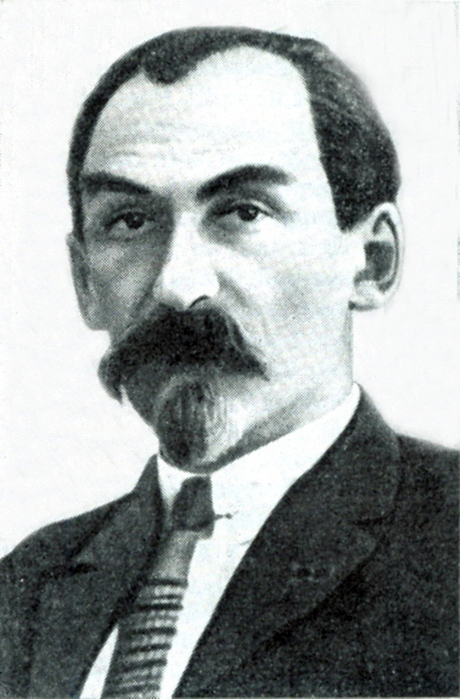
Mykola Skrýpnyk, revolucionario soviético, y uno de los principales impulsores de la unidad soviética de Ucrania. Dirige la campaña de Ucranianización de la RSS de Ucrania. Se suicida antes de ser purgado en 1933. Se desmontan todas sus medidas, y se inician las políticas de rusificación.

Entre el 27 y el 30 de enero de 1918 se llevó a cabo el IV Congreso Regional de los Soviets de los diputados de los trabajadores y soldados, compuesto por representantes con derecho a voto repartidos en:
- 48 bolcheviques
- 19 “eseres”
- 8 mencheviques
- 2 sin adscripción partidaria.

En dicho IV Congreso, S. Vasilchenko, publicó en el periódico El Proletario de Donetsk, resumiendo las tesis básicas del mismo:

...las zonas de la Federación de la República Rusa Socialista serán construidas no por su identidad nacional, sino conforme a sus características socioeconómicas. Una unidad autosuficiente en sentido económico es la República de la cuenca del Donetsk y Krivoy Rog, que puede llegar a ser un modelo económico para otras repúblicas socialistas.

Contra la construcción de la República Soviética de Krivoy Rog-Donetsk se opuso M. Skrýpnyk, comisario popular de trabajo de la “Secretaría Popular” de los Soviets de Ucrania, afirmando que es prematura la constitución de la República Soviética de Krivoy Rog-Donetsk como entidad territorial, aunque sería necesaria su autonomía, aunque formando parte de la federación ucraniana. Estas afirmaciones fueron apoyadas únicamente por los “eseres” (Golubovsky). Fiodor Serguéiev, más conocido como Artiom, partiendo de la idea de una Federación General Proletaria, acusó a M. Skrýpnyk de «nacionalista», mientras este respondió con las acusaciones de «separatistas». Artiom subrayó:

[...] los separatistas no somos nosotros, sino Ud. (M. Skýrpnyk). ¿Por qué aspiráis a estar con Kiev? La República Soviética no se basa en las identidades nacionales, como Ud. afirma... [puesto que] la revolución socialista perdería su significado.

M. Zhakov afirmó:

Si la política de la cuenca del Donetsk se puede subordinar a algo, no lo serán a los intereses políticos actuales de nuestros compañeros ucranianos, sino a los intereses de los centros industriales del norte.

La Rada Central Ucraniana se ha perdido por las presiones de las fuerzas de fuera de Ucrania, y sin embargo, después de su caída, ninguna insurrección en su defensa ha tenido lugar.
M. Skrýpnyk retiró sus objeciones, diciendo que:

el proyecto (de resolución) tiene carácter declarativo, y no tiene por objeto desorganizar el partido.

El proyecto de resolución fue aprobado por 50 votos, estableciendo la organización política, económica y cultural de la República Soviética de Donetsk-Krivói Rog.

### Formación del Comité Regional
El 14 de febrero (el 1 de febrero del calendario actual) de 1918, el comité regional de los Soviets había formado el Consejo de los Comisarios del pueblo Donetsk-Krivói Rog, elegidos cinco bolcheviques, un mencheviques y tres eseres:
- S. Vasilchenko (С.Васильченко) (bolchevique)
- M. Zhakov (М.Жаков), (bolchevique)
- M. Tevelev (М. Тевелев) (bolchevique)
- I. Varejkis (И. Варейкис) (bolchevique)
- Andreyev (Андреев) (bolchevique)
- Rubinshtein (Рубинштейн) (menchevique)
- Kirichek (Киричек) (eser)
- Rovenski (Ровенский) (eser)
- Makarian (Макарьян) (eser)

Se eligió asimismo como diputados al Comité Regional de los Soviets a:
- Alekseev (Алексеев) (menchevique)
- Mark (Марк) (menchevique)
- Popov (Попов) (menchevique)
- Golubovski (Голубовский) (eser)
- Cherny (Черный) (eser)

#### Estructura del Soviet de Donetsk-Krivói Rog
La estructura de gobierno de los Soviets de Donetsk-Krivói Rog se constituyó con Fiódor Serguéiev (Artiom) como Presidente del Consejo de Comisarios del Pueblo y comisario asuntos económicos nacionales, nombrando a:
- S. Vasilchenko como comisario del pueblo de los asuntos interiores,
- M. Zhakov como comisario para la instrucción pública,
- A. Kamenski como comisario para el control del estado (interior),
- B. Magidov como comisario de trabajo,
- V. Mezhlauk como comisario de finanzas,
- M. Ruhimovich como comisario de asuntos militares
- V. Filov como comisario de justicia

La misión del Soviet de Comisarios del Pueblo de Donetsk-Krivói Rog fue poner en práctica los decretos del Comité Popular Central de la República Rusa y el Comité Central Soviético de Ucrania, así como formar parte en la construcción del estado de los Soviets de todo el sur de Rusia: Ucrania, y la región del Don, de Kubán y del Térek.
Tanto F.Serguéiev como S.Vasilchenko, entendían que la república Rusa Soviética debía ser una federación de las regiones económicamente homogéneas, en vez de las repúblicas nacionales (étnicas) soviéticas.

## Situación militar
Si bien la República Soviética de Donetsk-Krivói Rog no se consideraba sujeta al tratado de Brest-Litovsk, en el que se fundamentó la intervención alemana para la constitución de Ucrania como un país independiente, ya que no se definían como parte de Ucrania. En cambio, el mando austro-alemán no lo consideraba así, tomando como las fronteras de Ucrania lo recogido en la III y IV Proclama Universal de La Rada Central Ucraniana, el ejército austro-alemán inició las acciones militares.
Los soviets de Donetsk-Krivói Rog hicieron caso omiso a las llamadas del Presidente de la Secretaría Popular de Ucrania, Mykola Skrýpnyk (nombrado para ese puesto el 4 de marzo de 1918), para la unión de todas las fuerzas armadas de las repúblicas soviéticas del sur (Ucrania, de Donetsk-Krivói Rog, de Crimea y de Odessa), y su coordinación frente a las tropas invasoras.
Volodýmyr Zatonsky afirmó al respecto:

[...] En esto consistía la diferencia entre la secretaría popular y el grupo de los camaradas Artióm, de Járkov, de Ekaterinoslav y de Krivoy Rog-Donetsk', que estos trataban de proteger la Ucrania "soviética" en el Donbáss, y nosotros (secretaría popular) tratábamos de formar un centro nacional ucraniano soviético para todo el territorio de Ucrania.

El asunto de la defensa de Krivoy Rog-Donetsk estaba a cargo de Moiséi Rujimóvich. El problema de la creación de un sistema unificado de defensa para las repúblicas del sur fue la dispersión de los comisarios del pueblo. Aun el 20 de marzo en el periódico Izvestia Yuga («Известия Юга» - las Noticias del Sur) se publicó que:

Ya que Ucrania se ha separado de la Rusia Soviética —este es su problema—. Después ella no vamos... Es necesario gritar al mundo, gritar que el proletario de Donetsk no está dentro del estado ucraniano.

Incluso el 7 de abril, cuando los combates con los alemanes se llevaban a cabo en las cercanías de Járkov, el Consejo de Comisarios del Pueblo de la República Soviética de Krivoy Rog-Donetsk emitió una protesta:

Afirmamos que el gobierno de Kiev no puede justificar la conquista de nuestra república con las bayonetas germano-austriacas, en unos derechos históricos, distintos al derecho de conquista [...]

El 9 de abril el Consejo de Comisarios del Pueblo se trasladó a Lugansk, donde tomó medidas tendentes a la creación del ejército de Donetsk. El ejército de Donetsk-Krivói Rog opuso una dura resistencia. A pesar de la desproporción de fuerzas de entre 10 y 15 veces, a los alemanes tardaron un mes en tomar Járkov. Hubo duras batallas en Kupyanska y Rodakovo en el Donbass, e incluyendo contraataques. El ejército de la república contaba inicialmente con ocho mil quinientas bayonetas. Se nutrió el ejército del 8.º ejército del frente rumano en retirada. El primer comandante del ejército fue Anatoli Guéker (Анатолий Ильич Геккер). El 5 de abril se creó el estado mayor del ejército. El 7 de abril Anatoli Guéker fue sustituido por Piotr Baránov, contando ya con trece mil hombres en su ejército. A pesar de estar teóricamente subordinados a Antónov-Ovséyenko, el ejército tenía un funcionamiento independiente, y solo el 23 de abril se inició el enlace con el mismo. La última capital de la República, Lugansk, cayó el 28 de abril en manos de los alemanes. Para mayo, el estado mayor y el ejército del Donetsk-Krivói Rog se retiró organizadamente en dirección a Novocherkask, ya sin comunicación con Antónov-Ovséyenko, en la vecina república del Don, marchándose con ellos el gobierno de la República de Donetsk-Krivói Rog.

## Posición del Comité Ejecutivo Central Panruso
El Comité Ejecutivo Central Panruso no reconoció a la de Donetsk-Krivói Rog, ni como república independiente, ni como parte de la Federación Rusa. En los telegramas dirigidos al representante del Soviet de Comisarios del Pueblo en Ucrania Sergó Ordzhonikidze, así como a Vladímir Antónov-Ovséyenko, Lenin ordenó un severo respeto a la soberanía de la Ucrania Soviética y su no intervención en la actividad del Soviet de Comisarios de Ucrania, tacto en la cuestión nacional, y su preocupación en el reforzamiento en la cooperación entre las repúblicas soviéticas ucraniana y rusa.
Durante el desarrollo del III Congreso Panruso de los Soviets, Artióm intentó obtener el consentimiento para la creación de la República de Donetsk-Krivói Rog. En enero de 1918 Lenin instó a la convocatoria urgente del II Congreso Panucraniano de los Soviets, para la constitución de un gobierno competente para la Ucrania Soviética, y terminar con el separatismo de la República de Donetsk-Krivói Rog. Se discutió entre Zatonsky, Lenin y Antónov-Ovséyenko el nombramiento de Fiodor Serguéiev, más conocido como Artiom, en algún puesto de representante del Soviet de Comisarios del Pueblo en algún lugar de Rusia, para intentar obligarlo con el alejamiento, a desechar la idea de la constitución de la República de Donetsk-Krivói Rog, aunque no se llegó a materializar.
Demasiado tarde los miembros del Comité Regional del partido (como Artiom y V. Mezhlauk), reconocieron el error en la toma de decisión en la constitución de la República de Krivoy Rog-Donetsk, aunque otros miembros del Comité Regional continuaron con la lucha por la autonomía. En relación con esto, V. Lenin, en la carta al Comisario Extraordinario para Ucrania, Sergó Ordzhonikidze, indicó:

La persistencia de algunos camaradas de la cuenca del Donéts en su obstinación y nocivo capricho, completamente inadmisible en el funcionamiento de nuestro partido.

Hubo un rápido avance del ejército bolchevique en su campaña contra La Rada Central Ucraniana, tomando Kiev de 23 de enero de 1918, convocándose rápidamente el Congreso Panucraniano de los Soviets.
El 31 de enero de 1918, Artiom comunicó al Comité Ejecutivo Central Panruso y su presidente, Yákov Sverdlov, la decisión tomada con respecto a la República de Krivoy Rog-Donetsk. Se recibió como respuesta un lacónico telegrama firmado por Yákov Sverdlov el 17 de febrero de 1918, diciendo:

La secesión se considera nociva.

A finales de febrero, Lenin se reunió con Mezhlauk, y a principios de marzo con Artiom, y los convenció de la equivocación de la separación de la cuenca del Donetsk-Krivói Rog de la estructura de Ucrania, debido a las necesidades creadas con la ofensiva del ejército austriaco-alemán, con el fin de ofrecer un frente único contra el enemigo externo.

## Fin de la República
Se definió como argumento la necesidad coyuntural de defensa, en vez del argumento de la necesidad de un estado nacional ucraniano, aunque fuese en su variante soviética. Lenin ordenó a Sergó Ordzhonikidze que convenciese a S. Vasilchenko, M. Zhakov y otros miembros del Secretariado de Comisarios del Pueblo de la República Soviética de Donetsk-Krivói Rog que habían tomado una posición inflexible en contra de la integración en la República Soviética de Ucrania.
El 15 de marzo de 1918, en sesión del Comité Ejecutivo Central Panruso presidida por Lenin, con la asistencia de V. Zatonsky y V. Shahraj por parte de la Secretaría Popular de la República Soviética de Ucrania y "Artióm" (F. Serguéiev) por parte de la República Soviética de Donetsk-Krivói Rog, se discutió sobre las relaciones entre ambas, en las que se decidió la convocatoria del II Congreso Panucraniano de los Soviets, incluyendo a la cuenca del Donetsk-Krivói Rog, subrayando en la decisión:

En el congreso, es necesario crear un gobierno único para todo el Ucrania.

La decisión del Comité Central del partido se cumple en el Donetsk-Krivói Rog, aunque no sin oposición interna.
El II  Congreso Panucraniano de los Soviets, realizado en Ekaterinoslav entre el 17 y 19 de marzo de 1918, se estableció la unión de la República Popular de Ucrania y la formación de un frente único contra el enemigo.
Con la firma del acuerdo entre la Rusia Soviética y Alemania el 27 de agosto de 1918, en su artículo 12 determinó que el Donbass sería ocupado temporalmente por Alemania, conservando Rusia el derecho prioritario de la extracción del carbón de la cuenca del Donetsk.
El Soviet de Defensa emitió una decisión el 17 de febrero de 1919, encargando al camarada Stalin la disolución de la cuenca del Donetsk-Krivói Rog. El congreso del Partido del Donetsk-Krivói Rog, fijado para el 20 de febrero de 1919, no se llegó a realizar. La República Soviética de Donetsk fue liquidada desde arriba, sin llegarse a realizar el referéndum propuesto. Aun en la década de 1920, M. Skrýpnyk afirmaba sobre el Donbass que era «una de las dificultades principales de nuestro trabajo en Ucrania», de lo que se deduce que las aspiraciones de autonomía del Donetsk-Krivói Rog se alargaron hasta mediados de la década de 1920.

## Labor de Gobierno
El principal órgano económico de la República era el Soviet Económico Nacional Regional del Sur (ЮОСНХ), siendo una de las estructuras más eficaces de Rusia. Estaba dirigida por el ingeniero de minas V.Bazhánov.
Se creó el Главсахар (GlavSájar), dirigido por Zúev (Зуев), encargada de la industria azucarera, administrando las plantaciones y los embarques azucareros, introduciendo privilegios a los comerciantes privados.
El Soviet Económico Nacional Regional del Sur no solo no era un obstáculo para el desarrollo del comercio privado interior al por menor, sino que ejerció su defensa frente a las acciones arbitrarias de los Soviets locales.
Entre febrero y marzo de 1918 en el Donbáss fueron nacionalizadas cerca de 100 sociedades anónimas. En marzo ya se habían nacionalizado 230 minas que pertenecían a 16 sociedades anónimas, reunidas en el Углесоюз (Uglesoyuz, ‘Unión carbonífera’), siendo la industria nacionalizada más grande del Donbáss, teniendo un peso muy importante no solo para Ucrania, sino para todo el país soviético. Solamente nueve de las grandes fábricas metalúrgicas, nacionalizadas en enero de 1918 proveían el 80 % del hierro fundido y el acero consumido, y las minas nacionalizadas proveían el 50 % del carbón.
La responsabilidad en los problemas sociales de la República Soviética de Donetsk-Krivói Rog estaba a cargo del Comisariado del Trabajo, dirigido por el Comisario del Pueblo B. Magidov. Se organiza como departamento independiente dentro del Soviet Económico Nacional Regional del Sur, encargándose de la realización colectiva de contratos, fijación del sueldo mínimo, resolución de conflictos laborales, seguridad social, lucha contra el desempleo, etc.
Los asuntos educativos y culturales estaban a cargo del Comisariado para la Instrucción Pública, a cargo del Comisario del Pueblo M. Zhákov. Se crean los Soviets locales de instrucción pública. En marzo, este Comisariado prohibió el cierre de escuelas, introdujo la enseñanza gratuita, abrió establecimientos educativos para adultos, inició los programas de liquidación del analfabetismo, inició los programas recreativos infantiles, etc.

## El debate
Se fundó como reacción a la constitución de la República Popular de Ucrania, inspirada en un país bajo un criterio histórico y étnico, en contraposición con el criterio internacionalista o paneslavista (que señala que no hay grandes diferencias étnicas entre rusos y ucranianos y que comparten una misma génesis histórica), y que privilegiaba las relaciones de producción en esa región plurinacional (hasta la fecha es plurinacional y de habla rusa y bilingüe). El marxista original y sus debates internos muestran diferentes posiciones acerca de los complejos temas nacionales, pero nunca fue un tema descuidado ni ignorado (el debate al interno del marxismo se puede seguir históricamente). Recordemos también la incorporación al debate revolucionario de un gran contingente anarco-comunista ucraniano (liderado por Majnó), y cuyo discurso debatía críticamente también el tema del Estado-nación y la organización social a transformar. En este caso particular de esta compleja región, para algunos debía privar el criterio de unidad económica de las regiones, pero para otros marxistas ucranianos no. De hecho hubo incluso dos partidos comunistas en la Ucrania revolucionaria que luego se funden: el Partido Comunista (Bolchevique) de Ucrania, y otro partido igualmente marxista pero de corte más nacionalista, el Partido Comunista Ucraniano. Tampoco se trataría así de calificar dentro de la discusión al interno de los marxistas locales, al criterio de lo "nacional" como "burgués" y "contrarrevolucionario"». Sin embargo, para algunos autores podría el debate marxista de la época ser simplificado así y privado de toda su riqueza y pluralidad discursiva.

## Consecuencias
Entre los Comisarios del Pueblo de la República de Donetsk-Krivói Rog, no se encontraban bolcheviques ucranianos. Lenin sobreentendió este hecho en la recapitulación del periodo 1917-1919, con el menosprecio al significado de la cuestión nacional, y la tendencia a los grandes gobiernos en Ucrania, escribiendo al respecto, que «muy a menudo, peca la Gran Rusia».
Sobre la República de Donetsk-Krivói Rog se pronunciaron en el I Congreso Panucraniano de los Soviets de diputados campesinos realizado entre el 20 y 22 de enero en Járkov, en los Congresos de Gobierno de los Soviets de diputados campesinos de Ekaterinoslav realizado del 21 al 23 de enero y del 28 al 30 de enero, en el VII Congreso de delegados ferroviarios de Ekaterinoslav realizado el 26 de enero, los Soviets locales de Bájmut, Druzhkov, Kámensk, Níkopol, Aleksándrov, Pavlograd, Izium, Chuguev entre otros muchos realizados durante enero y febrero de 1918.
A pesar de todo lo anterior, prevalece la fusión de todas las entidades soviéticas en el territorio de Ucrania, establecida en el II Congreso Panucraniano de los Soviets, incluso con una fuerte y activa oposición por parte de los delegados de la cuenca de Donetsk-Krivói Rog, hasta el punto que se expulsa del partido a algunos de ellos por expresar públicamente su oposición, como a V.Filov, como miembros «antipartido».
En resumen, las voluntades separatistas de los bolcheviques del Donetsk-Krivói Rog contradecían las necesidades de la construcción estatal. Así mismo, estas ideas separatistas no tuvieron demasiada repercusión en las masas populares, pudiendo afirmarse que tuvieron una limitada difusión entre no solo los bolcheviques, sino entre la población en general.
En sentido contrario, se afirma que la República de Donetsk-Krivói Rog tuvo una amplia base, salida del propio territorio y no como imposición foránea, teniendo como oponentes a nacionalistas ucranianos, soviéticos ucranianos y soviéticos de Rusia, que la forzaron a ser integrada en Ucrania.
En todo caso, siendo los bolcheviques de la República de Donetsk-Krivói Rog la base más importante para el Partido Comunista de Ucrania, y teniendo en principio la intención de ser integrados en Rusia y no en Ucrania, no los salvó en ningún caso de las purgas estalinistas de 1937, ya que de los 102 miembros y candidatos del Comité Central de Ucrania, solo sobrevivieron 3.